# 合格いっぽん道
『合格いっぽん道』（ごうかくいっぽんみち）は、ラジオたんぱ（現：ラジオNIKKEI）第1放送で1977年11月5日から1993年まで生放送されていた、受験情報番組である。

## 概要
開始当初は土曜深夜の週1回のみだったが、金曜・土曜深夜1時15分～の週2回を経て、1979年3月31日からは平日23時～の週5回になり、その後『大学受験ラジオ講座』の前の22時台後半から、23時30分～に移った。
1980年代の最盛期にはサタデースペシャル、サンデースペシャルも放送され（週末版は一時期大阪支社で制作）、湯島天神参拝や、合格祝賀会等も中継された。
学研『ひみつシリーズ』で知られる学習漫画家の飯塚よし照（ヒゲ照）が一貫してメインパーソナリティを務め（時期によって曜日限定のメーンパーソナリティになったこともあったが一貫して番組の顔であった）、アシスタントの女子大生（合格レディ。ただし、城戸真亜子など女性メーンと組んだ際のアシスタントは男子学生）と組んで、受験生の悩み相談や、激励、情報交換、大学生活の紹介などに当った。合格レディは文化放送の『ミスDJリクエストパレード』等と並ぶタレント・女子アナウンサーの登龍門になり、7～8名のプロを輩出した。
『螢雪時代』（旺文社）に番組連動ページが設けられた他、各予備校・大学・専門学校の協賛による、受験情報を集めた5～10分程度のミニコーナーも存在した。

## 主なレギュラー出演者
- 大橋照子
- 草柳文惠
- 沢田聖子
- 志賀正浩
- ラサール石井
- 城戸真亜子
- 戸崎貴広
- 勝谷誠彦
- 宮崎尊
- 高畠金蔵
- 西田公久
- 鈴木君枝
- 角田久美子
- 河野多紀
- 小長谷悠紀
- 大塚伊保
- 村井良江
- 並木身知子
- 関ゆみ子